# Charlene Lipsey
Charlene Lipsey (ur. 16 lipca 1991) – amerykańska lekkoatletka specjalizująca się w biegach średniodystansowych.
W 2017 została mistrzynią IAAF World Relays w biegu rozstawnym 4 × 800 metrów. W tym samym roku zajęła siódme miejsce w finale biegu na 800 metrów podczas mistrzostw świata w Londynie.
Złota medalistka mistrzostw USA. Stawała na podium czempionatu NCAA.
Rekordy życiowe: bieg na 800 metrów (stadion) – 1:57,38 (6 lipca 2017, Lozanna); bieg na 800 metrów (hala) – 1:58,64 (11 lutego 2017, Nowy Jork).
3 lutego 2018 w Nowym Jorku amerykańska sztafeta z Lipsey na trzeciej zmianie czasem 8:05,89 ustanowiła rekord świata w biegu rozstawnym 4 × 800 metrów.

## Osiągnięcia
| Rok  | Impreza            | Miejsce | Konkurencja             | Lokata     | Wynik   |
| ---- | ------------------ | ------- | ----------------------- | ---------- | ------- |
| 2017 | IAAF World Relays  | Nassau  | sztafeta 4 × 800 metrów | 1. miejsce | 8:16,36 |
| 2017 | Mistrzostwa świata | Londyn  | bieg na 800 metrów      | 7. miejsce | 1:58,73 |